# Горак, Йозеф
Йо́зеф Го́рак (чеш. Josef Horák; 24 марта 1931[…], Зноймо[…] — 23 ноября 2005[…], Биберах-ан-дер-Рис, Баден-Вюртемберг или Биберах) ― чешский бас-кларнетист.
Учился в консерватории Брно по классу кларнета у Франтишека Горака и Долежала (1945―1951), затем играл в филармоническом оркестре того же города до 1963 года. В 1955 году начал карьеру как сольный исполнитель на бас-кларнете. Специально для него Пауль Хиндемит создал бас-кларнетную версию своей сонаты для фагота, Горак также играл переложения сочинений Богуслава Мартину и Франка Мартена, а в 1959 дал премьеру Первого концерта для бас-кларнета с оркестром Славы Ворловой. В 1960 Горак стал одним из организаторов ансамбля «Musica Nova» в Брно, ещё через три года основал ансамбль «Sonatori di Praga». В это же время он начинает выступать с пианисткой Эмой Коварновой (их дуэт получает название «Due Boemi di Praga»), активно гастролирует и даёт мастер-классы по всему миру, исполняя сочинения, специально написанные для него Софией Губайдулиной, Анри Пуссёром, Анестисом Логотетисом и многочисленными чешскими композиторами. В 1972―1976 он преподавал в Пражской консерватории. В 1976 состоялся американский дебют Горака, в 1984 «Due Boemi di Praga» впервые выступает в Лондоне. Горак способствовал утверждению бас-кларнета как сольного инструмента, помог развитию его репертуара, расширил диапазон до четырёх с половиной октав и ввёл современные приёмы исполнения (многоголосие и др.). В его репертуаре ― более двух тысяч сочинений, он охотно играет современные композиции с использованием магнитофонной плёнки, алеаторические произведения и музыку «третьего потока».